# Oreodaphne subalpina
Oreodaphne subalpina là loài thực vật có hoa trong họ Nguyệt quế. Loài này được (Nees) Meisn. miêu tả khoa học đầu tiên năm 1864.